# Тебальдео, Антонио
Антонио Тебальдео (итал. Antonio Tebaldeo; 5 ноября 1463, Феррара, Эмилия-Романья — 2 ноября 1537, Рим) — итальянский поэт.

## Биография
Антонио от рождения носил фамилию Тебальди (Tebaldi), но впоследствии изменил её на латинский манер в традициях итальянских писателей-гуманистов.
Служил при мантуанском дворе учителем поэзии; в 1504 году состоял секретарём при Лукреции Борджиа в Ферраре; в 1505 году принял священнический сан. Около 1513 года переехал в Рим, где познакомился с Пьетро Бембо, Бальдассаре Кастильоне и Рафаэлем, изобразившим его на фреске «Парнас» в Ватикане (по свидетельству Дж. Вазари, Тебальдео вверху справа — человек с бородой, спускающийся с холма; впрочем, есть версии, что это Бальдассаре Кастильоне или Микеланджело). Пользовался покровительством папы Льва X. В 1527 году, при разграблении Рима императорскими войсками, потерял все своё имущество, вследствие чего стал непримиримым врагом Карла V. Остаток жизни провёл в стеснённых обстоятельствах. Похоронен в римской церкви Санта-Мария-ин-Виа-Лата.

## Творчество
В своих «Сонетах», прославляющих некую Флавию, Тебальдео является основоположником так называемого сечентизма (итал. secentismo, или маринизма) — литературного направления, распространённого во второй половине XVI и в начале XVII века. Хотя это направление замечается иногда и у последователей Петрарки, например, Каритео, но наиболее сильным его выразителем, основавшим целую школу, был Тебальдео.
Сущность сечентизма состоит в чрезмерном преувеличении образа; поэты вместо того, чтобы сравнивать абстрактное с конкретным, отождествляют первое с последним, приписывают ему материальные эффекты вместо духовных. Любовь, огонь духовный, сжигающий душу, у Тебальдео — огонь реальный: он дымится, и от него вспыхивают одежды. Сравнивая конкретное с конкретным, Тебальдео отождествляет вещь с её гиперболическим образом и придает ей его свойства; слезы поэта, например, становятся потоком: куда бы он ни пошел, они до такой степени делают почву влажной, что Амур узнает его следы и находит его в самых уединенных местах; Франческо Гонзага столько пролил слез, что они образовали озеро около Мантуи; в третьей эпистоле Тебальдео пишет своей возлюбленной, что его вздохи заставляют лодку летать как перышко и чуть не причинили кораблекрушения, так как сила их сломала реи.
Тебальдео охотно занимается мелочами и незначительными событиями, касающимися дамы; один сонет посвящён благоуханной рубашке его красавицы, три он сочинил по поводу пожара, случившегося в её доме: пожар этот было трудно погасить, потому что вид красавицы воспламенял всех и каждый употреблял для самого себя приносимую воду. Большей простотой отличаются три любовные письма («эпистолы») и четыре эклоги, но этим произведениям недостает глубины и теплоты, форма небрежна, стих прозаичен, в языке много диалектизмов.
Для своих политических стихотворений Тебальдео находит более мужественный и более серьёзный тон, так как его близко затрагивали политические вопросы. Сюда относятся, например, четвёртое «capitolо» с жалобами на анархию и на войну, с увещеванием к папе собрать народы под святым знаменем против неверных; сонет 219, исполненный негодованием по поводу позора, оскверняющего Италию, и т. п. Хотя эти стихотворения и не отличаются особой красотой формы, но они интересны не вымышленным, а действительным чувством.
Тебальдео приписывается также редакция пьесы Полициано «Орфей» с целью привести текст в соответствие с принципами классической композиции.